# Apparat
Apparat, właśc. Sascha Ring (ur. 27 czerwca 1978 w Berlinie) − niemiecki muzyk wykonujący muzykę elektroniczną, współwłaściciel wytwórni Shitkatapult.
Swoją karierę rozpoczynał tworząc muzykę przeznaczoną do klubów tanecznych, jednak ostatnimi czasy zwrócił się w stronę ambientu uzasadniając, że jest „bardziej zainteresowany tworzeniem dźwięków niż bitów”.
W roku 2004, wziął udział w sesji Johna Peela. Utwory z tejże sesji zostały nagrane i przerobione w studiu, a następnie wydane w roku 2005 jako album-dedykacja Silizium EP.
Muzyk znany jest ze współpracy z Ellen Allien, czego owocem były wydane w 2006 roku albumy: Orchestra of Bubbles, Turbo Dreams, Way Out Remixes i Jet Remixes.
W celu wykonywania utworów z albumu Walls, Sascha w roku 2007 skompletował własny zespół, w którego skład wchodzili: Raz Ohara (instrumenty klawiszowe) Jörg Waehner (instrumenty perkusyjne).
W maju 2009 wydał wraz z Modeselektorem album pod tytułem Moderat.
W kwietniu 2009 odebrał nagrodę Qwartz Dancefloor (Electronic Music Award).
W 2013 roku wydał album Krieg und Frieden (Music for Theatre), będący ścieżką dźwiękową do sztuki teatralnej na podstawie Wojny i pokoju Lwa Tołstoja.

## Dyskografia

### Albumy
- Multifunktionsebene (Shitkatapult, 2001)
- Duplex (Shitkatapult, 2003)
- Orchestra of Bubbles (BPitch Control, 2006) z Ellen Allien
- Walls (Shitkatapult, 2007)
- Things to Be Frickled (Shitkatapult, 2008)
- Moderat (BPitch Control, 2009) z Modeselektor (jako Moderat)
- The Devil's Walk (Mute Records, 2011)
- Krieg und Frieden (Music for Theatre) (Mute Records, 2013)
- Moderat II (BPitch Control, 2013) z Modeselektor (jako Moderat)
- Moderat III (Monkeytown Records, 2016) z Modeselektor (jako Moderat)
- More D4ta (Monkeytown Records, 2022) z Modeselektor (jako Moderat)

### Single i EPki
- Algorythm (2001)
- Tttrial and Eror (Shitkatapult, 2002)
- Auf Kosten Der Gesundheit (BPitch Control, 2003) z Modeselektor (jako Moderat)
- Koax (2003)
- Can't Computerize It (2004)
- Duplex.Remixes (Shitkatapult, 2004)
- Shapemodes (2005)
- Silizium (Shitkatapult, 2005)
- Impulsive! Revolutionary Jazz Reworked (Impulse! Records, 2005)
- Berlin, Montreal, Tel Aviv (Shitkatapult, 2006)
- Holdon (Shitkatapult, 2007)

## Wykorzystanie
Piosenka "Goodbye" została wykorzystana jako intro do serialu Dark, a także w odcinku Breaking Bad.